# Achelia lagenaria
Achelia lagenaria är en havsspindelart som beskrevs av Stock, J.H. 1992. Achelia lagenaria ingår i släktet Achelia och familjen Ammotheidae. Inga underarter finns listade i Catalogue of Life.